# Epopterus fasciatus
Epopterus fasciatus es una especie de coleóptero de la familia Endomychidae.

## Distribución geográfica
Habita en Brasil.